# Reflective-Impulsive Model
Das Reflective-Impulsive Model (RIM) ist ein psychologisches Modell, welches soziales Verhalten mithilfe von reflexiven und impulsiven Prozessen erklären soll.

## Überblick
Das Reflective-Impulsive Model (RIM) von Fritz Strack und Roland Deutsch beschreibt zwei mentale Systeme, die sich in Repräsentation und Verarbeitung unterscheiden. Diese Systeme können koexistieren und miteinander interagieren. Im RIM wird Verhalten als Folge behavioraler Schemata gesehen, die von beiden Systemen beeinflusst und aktiviert werden können.
Im Impulsiven System laufen Informationsverarbeitungsprozesse automatisch, schnell und unbewusst ab. Sie basieren auf gelernten Assoziationen und motivationaler Orientierung.
Das Reflexive System basiert auf gelernten Informationen über bestimmte Werte und Fakten und ist der „rationale“ Generator von Verhalten. Es bildet Metarepräsentationen, die Informationen aus dem assoziativen Netzwerk aktivieren, weiterverarbeiten und dann in eine Verhaltensintention resultieren. Das Reflexive System wird verwendet, wenn genügend kognitive Kapazität und Motivation vorhanden ist und erfordert bewusstes Reflektieren, auch über mögliche Konsequenzen des Verhaltens.
Das Modell wurde mit dem theoretischen Innovationspreis einer US-amerikanischen Gesellschaft ausgezeichnet.

## Entstehung
In der Geschichte der Versuche menschliches Verhalten zu erklären wird angenommen, dass der Mensch ein "rationales" Wesen ist, was bedeutet, dass der Mensch nur das tut, was gut für ihn ist. Das Phänomen Akrasia beschreibt das genaue Gegenteil: Menschen tun nicht immer das was gut für sie ist. Ein Erklärungsversuch dieses Phänomens ist, dass es aufgrund von Wissensmangel auftritt. Eine weitere Theorie ist, dass Verhalten automatisch oder unbewusst auftreten kann. Die Theorie, dass menschliches Verhalten von verschiedenen Determinanten beeinflusst werden kann, vertrat auch Sigmund Freud. Er betonte auch den unbewussten Aspekt von Verhalten. Seine Theorien regten zur weiteren Forschung in diesem Bereich an. Die meisten Modelle, die folgten, waren Zweiprozess-Modelle, die zwei Informationsverarbeitungsprozesse unterscheiden: Regel-Basierte Prozesse und Assoziative Prozesse. Der Unterschied der verschiedenen Modelle besteht darin, ob die Prozesse gleichzeitig oder einzeln auftreten. Diese Zweiprozess Modelle wurden später erneuert und verbessert, indem zum Beispiel neuere Forschung der Neurowissenschaften integriert wurden. Das Problem Akrasia blieb jedoch unbeachtet. Hier setzten Strack und Deutsch an, um ein umfassenderes Zweisystem-Modell zu schaffen, bei dem die Prozesse parallel arbeiten und welches auch motivationale und kognitive Mechanismen mit einbezieht.

## 10 Thesen des Modells

### These 1
Die Grundannahme dieser These ist, dass soziales Verhalten von zwei Informationsverarbeitungssystemen abhängt. Ein Reflexives und ein Impulsives System. Diese beiden Systeme unterscheiden sich in Informationsverarbeitung und Repräsentation. Im Reflexiven System wird Verhalten durch einen Entscheidungsprozess hervorgerufen. Wissen über Wert und Konsequenzen der Handlungsoption werden abgewogen und eine Entscheidung getroffen. Anschließend wird beabsichtigt ein Verhaltensschema aktiviert. Im Impulsiven System wird hingegen unbeabsichtigt bzw. ohne konkretes Ziel ein Verhaltensschema aktiviert.

### These 2
Die beiden Systeme arbeiten parallel, wobei das Impulsive System immer in die Verarbeitung verwickelt ist und das Reflexive System teilweise nicht arbeitet. Jede ankommende Information wird vom Impulsiven System verarbeitet und je nachdem wie intensiv der Stimulus ist und wie viel Aufmerksamkeit ihm gewidmet wird, erreicht er auch das Reflexive System. In diesem Stadium interagieren die beiden Systeme.

### These 3
Das Reflexive System braucht mehr kognitive Kapazität als das Impulsive System. Das Impulsive System kann also Verhalten auch unter suboptimalen Bedingungen steuern und ist weniger anfällig für Störungen. Das Reflexive System hängt von der Intensität der Erregung ab. Am besten arbeitet es bei mittlerem Erregungslevel. Zu niedrige und zu hohe Erregung führen zu schlechter reflexiver Verarbeitung.

### These 4
In den Systemen werden Elemente kognitiv unterschiedlich verknüpft. Im Reflexiven System sind Elemente durch semantische Beziehungen verknüpft, welchen ein Wert zugeschrieben wird. Das Impulsive System verknüpft Elemente assoziativ anhand von Ähnlichkeit. Lernen spielt hier eine große Rolle, da es ähnlich wie ein einfaches Gedächtnis System funktioniert. Das Impulsive System kann mit dem Langzeitgedächtnis verglichen werden. Das Reflexive System ist eher mit einem zeitlich begrenzten "Lager" zu vergleichen. Es ist zuständig für Planen, logisches Denken und Schlussfolgern. Es generiert semantisches Wissen durch die Zuweisung eines Werts zu einem Element. Es können Schlüsse gezogen werden die über gegebene Informationen hinausgehen.

### These 5
Wenn von beiden Systemen verschiedene Schemata aktiviert werden, die einander widersprechen, kann ein Konflikt entstehen. Je nachdem wie stark die Aktivierung des Schemas ist, wird das stärker aktivierte Schema ausgeführt. Dies kann zum Beispiel von der verfügbaren kognitiven Kapazität abhängen. Das Reflexive System wird stärker sein, wenn genügend Kapazität vorhanden ist. Das Impulsive System hingegen wird Verhalten eher unter suboptimalen Bedingungen, wie Deprivation der Grundbedürfnisse, kontrollieren.

### These 6
Die Systeme verwenden unterschiedliche Prozesse um Verhalten hervorzurufen. Im Reflexive System folgt Verhalten auf eine Entscheidung. Diese basiert auf Abschätzung der zukünftigen Konsequenzen, deren Werte und der Wahrscheinlichkeit diese Zukunft durch ein bestimmtes Verhalten zu erreichen. Das Impulsive System aktiviert Verhaltensschemata und ruft dadurch Verhalten hervor.

### These 7
Die Zeit, die im Reflexiven System gebraucht wird zwischen Entscheidung und Ausführung der Handlung, wird vom Impulsiven System durch angemessenes Verhalten gefüllt. Dieser Prozess wird "Intending" (Beabsichtigen) genannt. Er endet wenn das Ziel der Entscheidung erfüllt ist.

### These 8
Das Impulsive System verarbeitet Informationen und führt Handlungen auf Basis von zwei motivationalen Orientierungen aus: Annäherung und Vermeidung.

### These 9
Wenn die vorhandene motivationale Orientierung mit dem Informationsverarbeitungsprozess, dem Affekt und der Ausführung des Verhaltens kompatibel sind, wird der Prozess vereinfacht. Wenn das Impulsive System zum Beispiel auf Annäherung orientiert ist, vereinfacht das die Verarbeitung von positiven Informationen, das Erlebnis von positiven Emotionen und der Ausführung von Annäherung.
In dieser These wird auch eine kausaler rückwärts Einfluss impliziert, dass also das Verhalten auch die Verarbeitung beeinflussen kann, wie auch bei der Facial-Feedback-Hypothese.

### These 10
Bei Deprivation der Grundbedürfnisse wird das Verhaltensschema aktiviert, welches schon früher zur Befriedigung geführt hat.

## Anwendungsbereiche in der Sozialpsychologie

### Explizit-Implizit-Modelle
Das Reflective-Impulsive Model erweitert die Explizit-Implizit-Modelle. Implizite Prozesse werden im Impulsiven System lokalisiert und Explizite Prozesse im Reflexiven System. Explizite Schritte verwenden also Wissen und Werte, genau wie das Reflexive System, und implizite Schritte finden in assoziativen Strukturen statt, wie bei dem Impulsiven System.

### Einstellungen
Aus der Sicht des Reflective-Impulsive Modells hat die Verhaltens Komponente von Einstellungen eine reflexive und eine impulsive Bedeutung. Im Reflexiven System wird evaluiert und eine Verhaltens-Entscheidung getroffen, während im Impulsiven System Verhalten generiert wird, das direkt mit dem Objekt der Einstellung assoziiert wird.

### Konsumentenverhalten
Das Reflective-Impulsive Model trägt zum besseren Verständnis der psychologischen Aspekte von Konsum bei. Angewendet auf Beispiele wie Impulskauf, erklärt es, welche Prozesse beim Konsum ablaufen. Zum Beispiel auch wenn ein Kauf impulsiv durchgeführt wird, muss der Konsument doch zur Kasse gehen und bezahlen. Der Kauf wird also nicht vollständig vom Impulsiven System gesteuert. Die Systeme interagieren. Andersherum ist ein anscheinend reflexiver Kauf, wie zum Beispiel ein Auto, nicht nur von durchdachten Entscheidungen gesteuert, sondern auch von impulsiven Affekten, die Farbe oder Design hervorrufen können. Bei Konsumverhalten spielen reflexive und impulsive Prozesse eine große Rolle, obwohl sie von persönlichen und kontextualen Umständen abhängen können.